# Dyskografia Freddy’ego Quinna
Dyskografia Freddy’ego Quinna – dyskografia austriackiego piosenkarza Freddy’ego Quinna.
Według źródeł Quinn w swojej karierze sprzedał ponad 60 000 000 płyt. Jest pierwszym wykonawcą w Niemczech, który przekroczył barierę miliona sprzedanych egzemplarzy. Najbardziej dochodowym egzemplarzem jest singel pt. Heimweh (8 000 000 egzemplarzy). Quinn przez wiele lat był rekordzistą pod względem liczby utworów na 1. miejscu na niemieckiej liście przebojów (6 utworów). Rekord ten został pobity w 2018 roku przez niemieckiego rapera Capitala Bra, którego utwór pt. Benzema po zajęciu 1. miejsca na tej liście przebojów stał się 7. utworem tego wykonawcy, który osiągnął taki wynik.

## Albumy

### Studyjne
| Rok  | Tytuł i informacje wydawnicze | Pozycje na listach sprzedaży | Pozycje na listach sprzedaży | Pozycje na listach sprzedaży | Liczba sprzedanych egzemplarzy | Certyfikat    |
| Rok  | Tytuł i informacje wydawnicze | DE                           | AT                           | CH                           | Liczba sprzedanych egzemplarzy | Certyfikat    |
| ---- | --- | ---------------------------- | ---------------------------- | ---------------------------- | ------------------------------ | ------------- |
| 1958 | Freddy - Wydany: 1958 - Wytwórnia: Polydor Records                                                                                | –                            | –                            | –                            |                                |               |
| 1958 | One in a Million - Wydany: 1958 - Wytwórnia: Polydor Records                                                                      | –                            | –                            | –                            |                                |               |
| 1961 | Auf hoher See - Wydany: 1961 - Wytwórnia: Polydor Records                                                                         | 2                            | –                            | –                            | + 500 000                      | - złota płyta |
| 1962 | Heimweh nach St. Pauli - Wydany: 15.11.1962 - Wytwórnia: Polydor Records                                                          | 2                            | –                            | –                            |                                |               |
| 1963 | Freddy auf großer Fahrt - Wydany: 1963 - Wytwórnia: Polydor Records                                                               | –                            | –                            | –                            |                                |               |
| 1963 | In South Africa / Suid-Afrika - Wydany: 1963 - Wytwórnia: Polydor Records                                                         | –                            | –                            | –                            |                                |               |
| 1964 | Freddy El Millonario - Wydany: 1964 - Wytwórnia: Polydor Records                                                                  | –                            | –                            | –                            |                                |               |
| 1965 | Die Stimme der Heimat - Wydany: 15.11.1965 - Wytwórnia: Polydor Records                                                           | 10                           | –                            | –                            |                                |               |
| 1965 | Von Kontinent zu Kontinent - Wydany: 1965 - Wytwórnia: Polydor Records                                                            | 9                            | –                            | –                            |                                |               |
| 1967 | Das Lied der Heimat - Wydany: 1967 - Wytwórnia: Polydor Records                                                                   | –                            | –                            | –                            |                                |               |
| 1967 | Das große Wunschkonzert - Wydany: 15.11.1967 - Wytwórnia: Polydor Records                                                         | 10                           | –                            | –                            |                                |               |
| 1967 | Freddy – Wunschkonzert - Wydany: 1967 - Wytwórnia: Polydor Records                                                                | –                            | –                            | –                            |                                |               |
| 1968 | Mexico Olé (z zespołem Los Tres Mexicanos) - Wydany: 15.11.1968 - Wytwórnia: Polydor Records                                      | 16                           | –                            | –                            |                                |               |
| 1968 | Heimweh - Wydany: 1968 - Wytwórnia: Polydor Records                                                                               | –                            | –                            | –                            |                                |               |
| 1968 | Freddy Quinn en México - Wydany: 1968 - Wytwórnia: Polydor Records                                                                | –                            | –                            | –                            |                                |               |
| 1969 | Freddy auf hoher See, Folge 2 - Wydany: 1969 - Wytwórnia: Polydor Records                                                         | –                            | –                            | –                            |                                |               |
| 1969 | Meine Heimat ist das Meer - Wydany: 1969 - Wytwórnia: Polydor Records                                                             | –                            | –                            | –                            |                                |               |
| 1970 | Der Junge von St. Pauli - Wydany: 1970 - Wytwórnia: Polydor Records                                                               | –                            | –                            | –                            |                                |               |
| 1970 | Wo meine Sonne scheint - Wydany: 1970 - Wytwórnia: Polydor Records                                                                | –                            | –                            | –                            |                                |               |
| 1970 | Tennessee Saturday Night - Wydany: 1970 - Wytwórnia: Polydor Records                                                              | –                            | –                            | –                            |                                |               |
| 1971 | Freddy heute - Wydany: 15.10.1971 - Wytwórnia: Polydor Records                                                                    | 48                           | –                            | –                            |                                |               |
| 1971 | Erinnerungen an Hans Albers - Wydany: 1971 - Wytwórnia: Polydor Records                                                           | –                            | –                            | –                            |                                |               |
| 1972 | Bitte recht traurig - Wydany: 1972 - Wytwórnia: Polydor Records                                                                   | –                            | –                            | –                            |                                |               |
| 1972 | Vorhang auf! - Wydany: 1972 - Wytwórnia: Polydor Records                                                                          | –                            | –                            | –                            |                                |               |
| 1973 | Heute 2 - Wydany: 1973 - Wytwórnia: Polydor Records                                                                               | –                            | –                            | –                            |                                |               |
| 1973 | Überall ist es schön - Wydany: 1973 - Wytwórnia: Polydor Records                                                                  | –                            | –                            | –                            |                                |               |
| 1975 | World Hits From International Musicals - Wydany: 1975 - Wytwórnia: Polydor Records                                                | –                            | –                            | –                            |                                |               |
| 1975 | Gestern – heute - Wydany: 1975 - Wytwórnia: Polydor Records                                                                       | –                            | –                            | –                            |                                |               |
| 1976 | It’s Country Time - Wydany: 1976 - Wytwórnia: Polydor Records                                                                     | –                            | –                            | –                            |                                |               |
| 1977 | Freddy Quinn singt die schönsten deutschen Volkslieder - Wydany: 1977 - Wytwórnia: Polydor Records                                | –                            | –                            | –                            |                                |               |
| 1980 | Du hast mein Wort - Wydany: 1980 - Wytwórnia: Polydor Records                                                                     | –                            | –                            | –                            |                                |               |
| 1981 | Country – Get Me Back to Tennessee - Wydany: 1981 - Wytwórnia: Polydor Records                                                    | –                            | –                            | –                            |                                |               |
| 1982 | Und darum bin ich heute wieder hier - Wydany: 1982 - Wytwórnia: Polydor Records                                                   | –                            | –                            | –                            |                                |               |
| 1982 | Freddy Quinn - Wydany: 1982 - Wytwórnia: Polydor Records                                                                          | –                            | –                            | –                            |                                |               |
| 1984 | Blumen des Lebens – Melodien großer Meister - Wydany: 1984 - Wytwórnia: Polydor Records                                           | –                            | –                            | –                            |                                |               |
| 1984 | Grosse Freiheit Nr. 7 - Wydany: 1984 - Wytwórnia: Polydor Records                                                                 | –                            | –                            | –                            |                                |               |
| 1985 | Nicht eine Stunde tut mir leid - Wydany: 1985 - Wytwórnia: Polydor Records                                                        | –                            | –                            | –                            |                                |               |
| 1986 | Man ist so jung, wie man sich fühlt - Wydany: 1986 - Wytwórnia: Esperanza                                                         | –                            | –                            | –                            |                                |               |
| 1986 | Ein Abend mit Freddy Quinn - Wydany: 1986 - Wytwórnia: Polydor Records                                                            | –                            | –                            | –                            |                                |               |
| 1987 | It’s Country Time – Welterfolge und neue Songs - Wydany: 1987 - Wytwórnia: Esperanza                                              | –                            | –                            | –                            |                                |               |
| 1989 | Green Green Grass of Home - Wydany: 1989 - Wytwórnia: Polydor Records                                                             | –                            | –                            | –                            |                                |               |
| 1989 | Unser Hamburg (z Heidi Kabel) - Wydany: 1989 - Wytwórnia: Polydor Records                                                         | –                            | –                            | –                            |                                |               |
| 1991 | Heimweh, die Gitarre und das Meer - Wydany: 1991 - Wytwórnia: Polydor Records                                                     | –                            | –                            | –                            |                                |               |
| 1992 | It’s Country Time - Wydany: 01.03.1992 - Wytwórnia: Polydor Records                                                               | –                            | –                            | –                            |                                |               |
| 1993 | Freddy Quinn & Bobby Bare … singen von Freiheit und Freundschaft (z Bobbym Bare) - Wydany: 1993 - Wytwórnia: BMG Music Publishing | –                            | –                            | –                            |                                |               |
| 1993 | Wieder auf der Reise - Wydany: 1993 - Wytwórnia: Mega Herz                                                                        | –                            | –                            | –                            |                                |               |
| 1995 | Die großen Erfolge - Wydany: 1995 - Wytwórnia: Chrisly Records                                                                    | –                            | –                            | –                            |                                |               |
| 1999 | Country Roads - Wydany: 1999 - Wytwórnia: Da Music                                                                                | –                            | –                            | –                            |                                |               |

### Koncertowe
| Rok  | Tytuł i informacje wydawnicze                                                                                                 | Pozycje na listach sprzedaży | Pozycje na listach sprzedaży | Pozycje na listach sprzedaży | Liczba sprzedanych egzemplarzy | Certyfikat |
| Rok  | Tytuł i informacje wydawnicze                                                                                                 | DE                           | AT                           | CH                           | Liczba sprzedanych egzemplarzy | Certyfikat |
| ---- | --- | ---------------------------- | ---------------------------- | ---------------------------- | ------------------------------ | ---------- |
| 1965 | Ein Abend mit Freddy - Wydany: 15.05.1965 - Wytwórnia: Polydor Records                                                        | –                            | –                            | –                            |                                |            |
| 1968 | Freddy live (z zespołem Medium-Terzett i orkiestrą Jamesa Lasta) - Wydany: 15.11.1968 - Wytwórnia: Electrola                  | 26                           | –                            | –                            |                                |            |
| 1976 | Ein Konzert mit dem Orchester Bert Kaempfert (z orkiestrą Berta Kaempferta) - Wydany: 1976 - Wytwórnia: Universal Music Group | –                            | –                            | –                            |                                |            |

### Kompilacje
| Rok  | Tytuł i informacje wydawnicze                                                                 | Pozycje na listach sprzedaży | Pozycje na listach sprzedaży | Pozycje na listach sprzedaży | Liczba sprzedanych egzemplarzy | Certyfikat |
| Rok  | Tytuł i informacje wydawnicze                                                                 | DE                           | AT                           | CH                           | Liczba sprzedanych egzemplarzy | Certyfikat |
| ---- | --------------------------------------------------------------------------------------------- | ---------------------------- | ---------------------------- | ---------------------------- | ------------------------------ | ---------- |
| 1961 | Das ist Freddy - Wydany: 1961 - Wytwórnia: Polydor Records                                    | –                            | –                            | –                            |                                |            |
| 1963 | Seine großen Erfolge - Wydany: 1961 - Wytwórnia: Polydor Records                              | –                            | –                            | –                            |                                |            |
| 1963 | Seine großen Erfolge 2 - Wydany: 1963 - Wytwórnia: Polydor Records                            | –                            | –                            | –                            |                                |            |
| 1965 | Freddys goldene Erfolge - Wydany: 1965 - Wytwórnia: Polydor Records                           | –                            | –                            | –                            |                                |            |
| 1968 | Heimweh - Wydany: 1968 - Wytwórnia: Polydor Records                                           | –                            | –                            | –                            |                                |            |
| 1969 | Freddy auf hoher See, Folge 2 - Wydany: 1969 - Wytwórnia: Polydor Records                     | –                            | –                            | –                            |                                |            |
| 1969 | Einmal noch nach Bombay… - Wydany: 1969 - Wytwórnia: Polydor Records                          | –                            | –                            | –                            |                                |            |
| 1971 | Erinnerungen an Hans Albers - Wydany: 1971 - Wytwórnia: Polydor Records                       | –                            | –                            | –                            |                                |            |
| 1973 | Freddy’s Greatest Hits - Wydany: 1963 - Wytwórnia: Polydor Records                            | –                            | –                            | –                            |                                |            |
| 1974 | Freddy - Wydany: 1974 - Wytwórnia: Polydor Records                                            | –                            | –                            | –                            |                                |            |
| 1975 | Die Insel Niemandsland - Wydany: 1975 - Wytwórnia: Polydor Records                            | –                            | –                            | –                            |                                |            |
| 1976 | Freddy gestern – Freddy heute - Wydany: 15.10.1976 - Wytwórnia: Polydor Records               | 42                           | –                            | –                            |                                |            |
| 1977 | Große Erfolge - Wydany: 1977 - Wytwórnia: Polydor Records                                     | –                            | –                            | –                            |                                |            |
| 1978 | Nimm mich mit, Freddy - Wydany: 16.10.1978 - Wytwórnia: Polydor Records                       | 5                            | 2                            | –                            | + 750 000                      |            |
| 1978 | Komm mit auf große Fahrt - Wydany: 1978 - Wytwórnia: Polydor Records                          | 4                            | 5                            | –                            |                                |            |
| 1978 | An meine Freunde - Wydany: 1978 - Wytwórnia: Polydor Records                                  | –                            | –                            | –                            |                                |            |
| 1978 | Zijn grooste Successen - Wydany: 1978 - Wytwórnia: Polydor Records                            | –                            | –                            | –                            | + 100 000                      |            |
| 1982 | Junge, komm bald wieder - Wydany: 1982 - Wytwórnia: Karussell                                 | –                            | –                            | –                            |                                |            |
| 1983 | Freddy Quinn mit seinen größten Erfolgen - Wydany: 31.10.1983 - Wytwórnia: Polydor Records    | 39                           | –                            | –                            |                                |            |
| 1984 | Die Farben meiner Welt – Stationen einer Karriere - Wydany: 1984 - Wytwórnia: Polydor Records | –                            | –                            | –                            |                                |            |
| 1987 | Freddy, die Gitarre und das Meer - Wydany: 1987 - Wytwórnia: Polydor Records                  | –                            | –                            | –                            |                                |            |
| 1987 | 1956-1965 - Wydany: 1987 - Wytwórnia: Bear Family Records                                     | –                            | –                            | –                            |                                |            |
| 1987 | Have I Told You Lately That I Love You - Wydany: 1987 - Wytwórnia: Bear Family Records        | –                            | –                            | –                            |                                |            |
| 1989 | In Hamburg, da bin ich zu Haus - Wydany: 1989 - Wytwórnia: Polydor Records                    | –                            | –                            | –                            |                                |            |
| 1992 | Die großen Erfolge Vol. 1 - Wydany: 1992 - Wytwórnia: Success                                 | –                            | –                            | –                            |                                |            |
| 1992 | Die großen Erfolge Vol. 2 - Wydany: 1992 - Wytwórnia: Success                                 | –                            | –                            | –                            |                                |            |
| 1992 | Great Country & Western Hits - Wydany: 1992 - Wytwórnia: Success                              | –                            | –                            | –                            |                                |            |
| 1994 | Heimatlos sind viele auf der Welt - Wydany: 1995 - Wytwórnia: Pilz                            | –                            | –                            | –                            |                                |            |
| 1995 | The Best of Freddy Quinn - Wydany: 1995 - Wytwórnia: Delta Music                              | –                            | –                            | –                            |                                |            |
| 1996 | Schön war die Zeit - Wydany: 10.09.1996 - Wytwórnia: Polystar                                 | 33                           | –                            | –                            |                                |            |
| 1998 | Mein ganzes Leben ist Musik - Wydany: 1998 - Wytwórnia: Polydor Records                       | –                            | –                            | –                            |                                |            |
| 1998 | Seine größten Erfolge - Wydany: 1998 - Wytwórnia: Eurotrend                                   | –                            | –                            | –                            |                                |            |
| 1999 | Seine schönsten Lieder - Wydany: 1999 - Wytwórnia: LaserLight Digital                         | –                            | –                            | –                            |                                |            |
| 2001 | Lieder, die das Leben schrieb - Wydany: 17.09.2001 - Wytwórnia: Sonocord                      | 75                           | –                            | –                            |                                |            |
| 2007 | So schön war die Zeit… - Wydany: 2007 - Wytwórnia: Weltbild Music                             | –                            | –                            | –                            |                                |            |
| 2008 | Star Edition - Wydany: 2008 - Wytwórnia: Bear Family Records                                  | –                            | –                            | –                            |                                |            |
| 2008 | Starcollection - Wydany: 2008 - Wytwórnia: Ariola Records                                     | –                            | –                            | –                            |                                |            |
| 2008 | Country Hits - Wydany: 2008 - Wytwórnia: Eurotrend                                            | –                            | –                            | –                            |                                |            |
| 2008 | Freddy Quinn - Wydany: 2008 - Wytwórnia: Polydor Records                                      | –                            | –                            | –                            |                                |            |
| 2008 | Einmal in Tampico - Wydany: 2008 - Wytwórnia: Polydor Records                                 | –                            | –                            | –                            |                                |            |
| 2009 | Star Edition - Wydany: 2009 - Wytwórnia: Mcp Sound & Media                                    | –                            | –                            | –                            |                                |            |
| 2010 | Country deutsch (z Jonnym Hillem) - Wydany: 2010 - Wytwórnia: SJ Entertainment                | –                            | –                            | –                            |                                |            |
| 2010 | La paloma - Wydany: 2010 - Wytwórnia: Trend                                                   | –                            | –                            | –                            |                                |            |
| 2011 | Danke Freddy - Wydany: 2011 - Wytwórnia: Universal Music Group                                | –                            | –                            | –                            |                                |            |
| 2012 | Schlagerlegende - Wydany: 2012 - Wytwórnia: Golden Stars Records                              | –                            | –                            | –                            |                                |            |
| 2012 | Seemannslieder - Wydany: 2012 - Wytwórnia: LaserLight Digital                                 | –                            | –                            | –                            |                                |            |
| 2014 | Junge, komm bald wieder – 50 große Erfolge - Wydany: 2014 - Wytwórnia: MusicTales             | –                            | –                            | –                            |                                |            |
| 2015 | Schlager Legenden - Wydany: 29.05.2015 - Wytwórnia: Document Records                          | –                            | –                            | –                            |                                |            |
| 2016 | Die Gold Edition - Wydany: 22.01.2016 - Wytwórnia: Esperanza                                  | –                            | –                            | 71                           |                                |            |
| 2016 | Freddy Quinn wird 85 – Jung und voller Schwung - Wydany: 06.05.2016 - Wytwórnia: Esperanza    | –                            | –                            | 71                           |                                |            |
|      | 20 Freddy Quinn - Wytwórnia: Polydor Records                                                  | –                            | –                            | –                            |                                |            |

### Wideo
| Rok  | Tytuł i informacje wydawnicze                                              | Pozycje na listach sprzedaży | Pozycje na listach sprzedaży | Pozycje na listach sprzedaży | Liczba sprzedanych egzemplarzy | Certyfikat |
| Rok  | Tytuł i informacje wydawnicze                                              | DE                           | AT                           | CH                           | Liczba sprzedanych egzemplarzy | Certyfikat |
| ---- | -------------------------------------------------------------------------- | ---------------------------- | ---------------------------- | ---------------------------- | ------------------------------ | ---------- |
| 1998 | Freddy und das Lied der Prärie - Wydany: 1998 - Wytwórnia: Polydor Records | –                            | –                            | –                            |                                |            |
| 2002 | Lieder, die das Leben schrieb - Wydany: 2002 - Wytwórnia: Sonocord         | –                            | –                            | –                            |                                |            |
| 2007 | Große Erfolge – Live - Wydany: 2007 - Wytwórnia: Mcp Sound & Media         | –                            | –                            | –                            |                                |            |
| 2016 | Die Gold Edition - Wydany: 22.01.2016 - Wytwórnia: Esperanza               | –                            | –                            | 7                            |                                |            |

### Świąteczne
| Rok  | Tytuł i informacje wydawnicze                                                                   | Pozycje na listach sprzedaży | Pozycje na listach sprzedaży | Pozycje na listach sprzedaży | Liczba sprzedanych egzemplarzy | Certyfikat       |
| Rok  | Tytuł i informacje wydawnicze                                                                   | DE                           | AT                           | CH                           | Liczba sprzedanych egzemplarzy | Certyfikat       |
| ---- | ----------------------------------------------------------------------------------------------- | ---------------------------- | ---------------------------- | ---------------------------- | ------------------------------ | ---------------- |
| 1963 | Weihnachten auf hoher See - Wydany: 1963 - Wytwórnia: Polydor Records                           | 1                            | –                            | –                            | + 500 000                      | - 2x złota płyta |
| 1972 | Weihnachten mit Freddy - Wydany: 1972 - Wytwórnia: Polydor Records                              | –                            | –                            | –                            |                                |                  |
| 1991 | Freddy Quinn ’91 – Die schönsten Weihnachtslieder - Wydany: 1991 - Wytwórnia: Polydor Records   | –                            | –                            | –                            |                                |                  |
| 1996 | Freddy Quinn singt die schönsten Weihnachtslieder - Wydany: 1996 - Wytwórnia: Koch Präsent Gold | –                            | –                            | –                            |                                |                  |

## EP-ki
| Rok  | Tytuł i informacje wydawnicze |
| ---- | --- |
| 1956 | Heimweh auf grosser Fahrt - Wydany: 1956 - Wytwórnia: Polydor Records                                                            |
| 1957 | Die große Chance - Wydany: listopad 1957 - Wytwórnia: Polydor Records                                                            |
| 1957 | Nur der Wind - Wydany: 1957 - Wytwórnia: Polydor Records                                                                         |
| 1957 | Fernweh und Sehnsucht - Wydany: lipiec 1957 - Wytwórnia: Polydor Records                                                         |
| 1958 | Heimatlos - Wydany: 1958 - Wytwórnia: Polydor Records                                                                            |
| 1958 | Here’s Freddy! - Wydany: 1958 - Wytwórnia: Polydor Records                                                                       |
| 1959 | Heimatlos - Wydany: 1959 - Wytwórnia: Polydor Records                                                                            |
| 1959 | Die Gitarre und das Meer - Wydany: 1959 - Wytwórnia: Polydor Records                                                             |
| 1959 | Unter fremden Sternen - Wydany: listopad 1959 - Wytwórnia: Polydor Records                                                       |
| 1961 | J’ai besoin de ton amour - Wydany: 1961 - Wytwórnia: Polydor Records                                                             |
| 1961 | Freddy Canta - Wydany: 1961 - Wytwórnia: Polydor Records                                                                         |
| 1961 | Nur der Wind - Wydany: październik 1961 - Wytwórnia: Polydor Records                                                             |
| 1962 | Aló-Ahe - Wydany: 1962 - Wytwórnia: Polydor Records                                                                              |
| 1962 | Freddy und das Lied der Südsee - Wydany: październik 1962 - Wytwórnia: Polydor Records                                           |
| 1963 | Lass’ mich noch einmal in die Ferne - Wydany: 1963 - Wytwórnia: Polydor Records                                                  |
| 1964 | Noche de paz / Es la paz que canta / O Tannenbaum / Ave Maria - Wydany: 1964 - Wytwórnia: Polydor Records                        |
| 1964 | Nuevas Canciones En Español - Wydany: 1964 - Wytwórnia: Polydor Records                                                          |
| 1964 | Navidad en alta mar - Wydany: 1964 - Wytwórnia: Polydor Records                                                                  |
| 1967 | Hundert Mann und ein Befehl / Abschied vom Meer / Junge komm bald wieder / La Paloma - Wydany: 1967 - Wytwórnia: Polydor Records |

## Soundtracki
| Rok  | Tytuł i informacje wydawnicze                                                    | Pozycje na listach sprzedaży | Pozycje na listach sprzedaży | Pozycje na listach sprzedaży | Liczba sprzedanych egzemplarzy | Certyfikat |
| Rok  | Tytuł i informacje wydawnicze                                                    | DE                           | AT                           | CH                           | Liczba sprzedanych egzemplarzy | Certyfikat |
| ---- | -------------------------------------------------------------------------------- | ---------------------------- | ---------------------------- | ---------------------------- | ------------------------------ | ---------- |
| 1961 | Freddy und der Millionär - Wydany: 1961 - Wytwórnia: Polydor Records             | –                            | –                            | –                            |                                |            |
| 1964 | Freddy und das Lied der Prärie - Wydany: 15.07.1964 - Wytwórnia: Polydor Records | 4                            | –                            | –                            |                                |            |
| 1965 | Freddy, Tiere, Sensationen - Wydany: 15.02.1965 - Wytwórnia: Polydor Records     | 26                           | –                            | –                            |                                |            |

## Single
| Rok  | Tytuł | Pozycje na listach przebojów | Pozycje na listach przebojów | Pozycje na listach przebojów | Liczba sprzedanych egzemplarzy | Certyfikat           | Album                                       |
| Rok  | Tytuł | DE                           | AT                           | CH                           | Liczba sprzedanych egzemplarzy | Certyfikat           | Album                                       |
| ---- | --- | ---------------------------- | ---------------------------- | ---------------------------- | ------------------------------ | -------------------- | ------------------------------------------- |
| 1955 | „The Banana Boat Song”                                                                                              | –                            | –                            | –                            |                                |                      | –                                           |
| 1955 | „I’m Coming Home”                                                                                                   | –                            | –                            | –                            |                                |                      | –                                           |
| 1955 | „Ain’t Misbehavin’”                                                                                                 | –                            | –                            | –                            |                                |                      | One in a Million                            |
| 1956 | „Sie hieß Mary-Ann”                                                                                                 | –                            | –                            | –                            |                                |                      | Freddy                                      |
| 1956 | „Heimweh” | 1                            | –                            | –                            | + 8 000 000                    | - 2x platynowa płyta | Freddy                                      |
| 1956 | „So geht das jede Nacht”                                                                                            | 19                           | –                            | –                            |                                |                      | –                                           |
| 1956 | „Rosalie” | 2                            | –                            | –                            |                                |                      | Freddy                                      |
| 1956 | „Bel Sante” | 10                           | –                            | –                            |                                |                      | Freddy                                      |
| 1956 | „Endlose Nächte” (z zespołem Die Dominos i orkiestrą Berta Kaempferta)                                              | 27                           | –                            | –                            |                                |                      | –                                           |
| 1957 | „Wer das vergißt”                                                                                                   | 7                            | –                            | –                            |                                |                      | Freddy                                      |
| 1957 | „Heimatlos” | 2                            | –                            | –                            | + 1 000 000                    | - platynowa płyta    | Freddy                                      |
| 1957 | „Einmal in Tampico”                                                                                                 | 5                            | –                            | –                            |                                |                      | Freddy                                      |
| 1957 | „Ich bin ein Vagabund”                                                                                              | 15                           | –                            | –                            |                                |                      | –                                           |
| 1957 | „Ein armer Mulero”                                                                                                  | 25                           | –                            | –                            |                                |                      | Freddy                                      |
| 1958 | „Sabrina” | 29                           | –                            | –                            |                                |                      | –                                           |
| 1958 | „Der Legionär” | 7                            | –                            | –                            |                                |                      | –                                           |
| 1958 | „Ich bin bald wieder hier”                                                                                          | 8                            | –                            | –                            |                                |                      | –                                           |
| 1958 | „If You Do That to Him (Someday You’ll Do It to Me)”                                                                | –                            | –                            | –                            |                                |                      | –                                           |
| 1959 | „Die Gitarre und das Meer” „The Guitar and the Sea” (amerykańska wersja) „La guitarra y el mar” (hiszpańska wersja) | 1                            | –                            | –                            | + 1 000 000                    | - platynowa płyta    | Auf hoher See                               |
| 1959 | „Unter fremden Sternen”                                                                                             | 1                            | –                            | –                            | + 1 000 000                    | - platynowa płyta    | –                                           |
| 1959 | „Du musst alles vergessen”                                                                                          | 14                           | –                            | –                            |                                |                      | –                                           |
| 1960 | „Melodie der Nacht” „Melody of the Night” (amerykańska wersja)                                                      | 4                            | –                            | –                            |                                |                      | –                                           |
| 1960 | „Irgendwann gibt’s ein Wiedersehn”                                                                                  | 7                            | –                            | –                            |                                |                      | –                                           |
| 1960 | „Weit ist der Weg”                                                                                                  | 4                            | –                            | –                            |                                |                      | –                                           |
| 1960 | „La guitarra brasiliana”                                                                                            | 16                           | –                            | –                            |                                |                      | –                                           |
| 1961 | „Wenn die Sehnsucht nicht wär”                                                                                      | 11                           | –                            | –                            |                                |                      | –                                           |
| 1961 | „So viel Träume” | 28                           | –                            | –                            |                                |                      | –                                           |
| 1961 | „La Paloma” | 1                            | –                            | –                            | + 1 000 000                    | - platynowa płyta    | Auf hoher See                               |
| 1962 | „Alo-Ahé” | 5                            | –                            | –                            |                                |                      | In South Africa / Suid-Afrika               |
| 1962 | „Keine Bange, Lieselotte”                                                                                           | 9                            | –                            | –                            |                                |                      | –                                           |
| 1962 | „Junge, komm bald wieder”                                                                                           | 1                            | –                            | –                            | + 2 100 000                    | - 2x platynowa płyta | Heimweh nach St. Pauli                      |
| 1963 | „Lass mich noch einmal in die Ferne”                                                                                | 3                            | –                            | –                            |                                |                      | –                                           |
| 1963 | „Laß mich noch einmal in die Ferne”                                                                                 | –                            | –                            | –                            |                                |                      | –                                           |
| 1963 | „Weihnacht im Schnee”                                                                                               | –                            | –                            | –                            |                                |                      | –                                           |
| 1963 | „The Lonesome Star”                                                                                                 | –                            | –                            | –                            |                                |                      | –                                           |
| 1964 | „Gib mir dein Wort”                                                                                                 | 5                            | –                            | –                            |                                |                      | –                                           |
| 1964 | „In the Wild Wild West”                                                                                             | 31                           | –                            | –                            |                                |                      | –                                           |
| 1964 | „Vergangen vergessen vorüber” / „So ein Tag, so wunderschön wie heute”                                              | 4                            | 1                            | –                            | + 1 800 000                    |                      | –                                           |
| 1964 | „Adios Mexico” | –                            | –                            | –                            |                                |                      | –                                           |
| 1964 | „By the Way” | –                            | –                            | –                            |                                |                      | –                                           |
| 1964 | „Son, Won’t You Come Back”                                                                                          | –                            | –                            | –                            |                                |                      | –                                           |
| 1965 | „Der Himmel der Pferde”                                                                                             | –                            | 2                            | –                            |                                |                      | –                                           |
| 1965 | „5000 Meilen von zu Haus’”                                                                                          | 5                            | 10                           | –                            |                                |                      | –                                           |
| 1965 | „Abschied vom Meer”                                                                                                 | 5                            | 8                            | –                            |                                |                      | Von Kontinent zu Kontinent                  |
| 1965 | „Along the Shore”                                                                                                   | –                            | –                            | –                            |                                |                      | –                                           |
| 1965 | „Spanish Eyes” | –                            | –                            | –                            |                                |                      | –                                           |
| 1966 | „Hundert Mann und ein Befehl”                                                                                       | 1                            | 3                            | –                            | + 980 000                      |                      | –                                           |
| 1966 | „Eine Handvoll Reis” / „Wir”                                                                                        | 6                            | 7                            | –                            |                                |                      | –                                           |
| 1967 | „Morgen beginnt die Welt”                                                                                           | 7                            | 18                           | –                            |                                |                      | –                                           |
| 1967 | „Seemann, weit bist du gefahren”                                                                                    | 6                            | 20                           | –                            |                                |                      | –                                           |
| 1968 | „Don Diri Don” | 22                           | –                            | –                            |                                |                      | –                                           |
| 1968 | „Deine Welt – Meine Welt”                                                                                           | 14                           | –                            | –                            |                                |                      | –                                           |
| 1968 | „Hijo vuelve pronto”                                                                                                | –                            | –                            | –                            |                                |                      | –                                           |
| 1969 | „Alle Abenteuer dieser Erde” / „Versunkene Träume”                                                                  | 14                           | –                            | –                            |                                |                      | Freddy heute                                |
| 1969 | „Als ich noch ein Junge war”                                                                                        | 30                           | –                            | –                            |                                |                      | –                                           |
| 1970 | „River-Melodie” | 29                           | –                            | –                            |                                |                      | –                                           |
| 1970 | „Die Barke Einsamkeit”                                                                                              | –                            | –                            | –                            |                                |                      | –                                           |
| 1970 | „Der Junge von St. Pauli”                                                                                           | –                            | –                            | –                            |                                |                      | Der Junge von St. Pauli                     |
| 1970 | „Lili Marleen” | –                            | –                            | –                            |                                |                      | –                                           |
| 1971 | „St. Helena (Wer denkt daran, wie bald sich alles ändern kann)”                                                     | 17                           | –                            | –                            |                                |                      | Freddy heute                                |
| 1971 | „Michael und Robert”                                                                                                | 26                           | –                            | –                            |                                |                      | Freddy heute                                |
| 1972 | „Ein Mädchen und ein Matrose”                                                                                       | 38                           | –                            | –                            |                                |                      | –                                           |
| 1972 | „Liebe ist mehr als ein Wort”                                                                                       | –                            | –                            | –                            |                                |                      | –                                           |
| 1972 | „Jeder Abschied kann ein neuer Anfang sein”                                                                         | –                            | –                            | –                            |                                |                      | –                                           |
| 1972 | „Sankt Niklas war ein Seemann”                                                                                      | –                            | –                            | –                            |                                |                      | –                                           |
| 1973 | „Der rote Korsar”                                                                                                   | –                            | –                            | –                            |                                |                      | Heute 2                                     |
| 1973 | „Hamburg” | –                            | –                            | –                            |                                |                      | –                                           |
| 1973 | „Erinnerungen an Athen”                                                                                             | –                            | –                            | –                            |                                |                      | Überall ist es schön                        |
| 1973 | „Mensch, Kuddel, wach auf!”                                                                                         | –                            | –                            | –                            |                                |                      | –                                           |
| 1974 | „Das große Spiel”                                                                                                   | –                            | –                            | –                            |                                |                      | Gestern – heute                             |
| 1974 | „Die Insel Niemandsland”                                                                                            | –                            | –                            | –                            |                                |                      | Gestern – heute                             |
| 1975 | „Ein Mann kehrt heim”                                                                                               | –                            | –                            | –                            |                                |                      | –                                           |
| 1976 | „Morning Sky” | 22                           | –                            | –                            |                                |                      | –                                           |
| 1976 | „Solang die Sonne scheint”                                                                                          | –                            | –                            | –                            |                                |                      | –                                           |
| 1976 | „Marie, ich komm’ zu dir” „Marie, I’m Comin’ Home” (angielska wersja)                                               | –                            | –                            | –                            |                                |                      | –                                           |
| 1977 | „Sag mir wo” (z orkiestrą Berta Kaempferta)                                                                         | –                            | –                            | –                            |                                |                      | –                                           |
| 1977 | „Im Supermarkt, gleich nebenan”                                                                                     | –                            | –                            | –                            |                                |                      | –                                           |
| 1977 | „Freunde der Nacht”                                                                                                 | –                            | –                            | –                            |                                |                      | –                                           |
| 1978 | „Komm, ich zeige dir die Welt”                                                                                      | –                            | –                            | –                            |                                |                      | –                                           |
| 1979 | „Loreen” | –                            | –                            | –                            |                                |                      | –                                           |
| 1979 | „Cowboy kaputt” (z Festusem)                                                                                        | –                            | –                            | –                            |                                |                      | –                                           |
| 1980 | „Istanbul ist weit”                                                                                                 | –                            | –                            | –                            |                                |                      | Du hast mein Wort                           |
| 1980 | „Du hast Tränen im Gesicht”                                                                                         | –                            | –                            | –                            |                                |                      | Du hast mein Wort                           |
| 1981 | „Get Me Back to Tennessee”                                                                                          | –                            | –                            | –                            |                                |                      | Country – Get Me Back to Tennessee          |
| 1981 | „Die besten Jahre deines Lebens”                                                                                    | –                            | –                            | –                            |                                |                      | –                                           |
| 1981 | „Der Groschen fällt manchmal zu spät”                                                                               | –                            | –                            | –                            |                                |                      | –                                           |
| 1982 | „Wer dem Wind gehört”                                                                                               | –                            | –                            | –                            |                                |                      | Und darum bin ich heute wieder hier         |
| 1982 | „Adios Maria” | –                            | –                            | –                            |                                |                      | Und darum bin ich heute wieder hier         |
| 1983 | „Weil ich dich wirklich liebe”                                                                                      | –                            | –                            | –                            |                                |                      | –                                           |
| 1983 | „Die Nacht von Casablanca”                                                                                          | –                            | –                            | –                            |                                |                      | –                                           |
| 1984 | „Manchmal bei Nacht”                                                                                                | –                            | –                            | –                            |                                |                      | –                                           |
| 1984 | „Blumen des Lebens”                                                                                                 | –                            | –                            | –                            |                                |                      | Blumen des Lebens – Melodien großer Meister |
| 1984 | „Grosse Freiheit Nr. 7”                                                                                             | –                            | –                            | –                            |                                |                      | Grosse Freiheit Nr. 7                       |
| 1985 | „Nicht eine Stunde tut mir leid”                                                                                    | –                            | –                            | –                            |                                |                      | Nicht eine Stunde tut mir leid              |
| 1986 | „Hamburg-City” | –                            | –                            | –                            |                                |                      | Man ist so jung, wie man sich fühlt         |
| 1987 | „Hit Come Back 37”                                                                                                  | –                            | –                            | –                            |                                |                      | –                                           |
| 1999 | „Alle Menschen dieser Erde”                                                                                         | –                            | –                            | –                            |                                |                      | –                                           |

### Gościnnie
| Rok  | Tytuł                                                         | Pozycje na listach sprzedaży | Pozycje na listach sprzedaży | Pozycje na listach sprzedaży | Liczba sprzedanych egzemplarzy | Certyfikat | Album |
| Rok  | Tytuł                                                         | DE                           | AT                           | CH                           | Liczba sprzedanych egzemplarzy | Certyfikat | Album |
| ---- | ------------------------------------------------------------- | ---------------------------- | ---------------------------- | ---------------------------- | ------------------------------ | ---------- | ----- |
| 1990 | „Das gibt’s nur auf der Reeperbahn bei Nacht” (z Heidi Kabel) | –                            | –                            | –                            |                                |            | –     |

## Nagrody za sprzedaż muzyki
Ponieważ złote płyty zostały przyznane w RFN przez odpowiedniego producenta nośników dźwięku zgodnie z niespójnymi i niepotwierdzonymi oficjalnie kryteriami do 1975 roku, podstawowe dane dotyczące sprzedaży podano poniżej. Kolejne nagrody przyznane przez BVMI po 1975 roku można znaleźć w tabelach wykresów.
| Złota płyta - RFN - 1967: za 250 000 sprzedanych egzemplarzy albumu pt. Freddy auf hoher See - Holandia - 1963: za 100 000 sprzedanych egzemplarzy singla pt. Junge, komm bald wieder 2x Złota płyta - RFN - 1969: za 500 000 sprzedanych egzemplarzy albumu pt. Weihnachten auf hoher See | Platynowa płyta - RFN - 1958: za 1 000 000 sprzedanych egzemplarzy singla pt. Heimatlos - 1959: za 1 000 000 sprzedanych egzemplarzy singla pt. Die Gitarre und das Meer - 1960: za 1 000 000 sprzedanych egzemplarzy singla pt. Unter fremden Sternen - 1962: za 1 000 000 sprzedanych egzemplarzy singla pt. La Paloma - Holandia - 1979: za 100 000 sprzedanych egzemplarzy albumu pt. Zijn grootste Successen 2x Platynowa płyta - RFN - 1958: za 2 000 000 sprzedanych egzemplarzy singla pt. Heimweh - 1967: za 2 000 000 sprzedanych egzemplarzy singla pt. Junge, komm bald wieder |

| Państwo/Region  | Złota | Platynowa | Sprzedaż              |
| --------------- | ----- | --------- | --------------------- |
| RFN (BVMI)      | 4     | 8         | 9 250 000 egzemplarzy |
| Holandia (NVPI) | 1     | 1         | 200 000 egzemplarzy   |
| Łącznie         | 5     | 9         |                       |